# Feldberg (musikgruppe)
Feldberg er en pop-duo fra Island, der består af Eberg (Einar Tönsberg) og Rósa Birgitta Ísfeld fra Reykjavík. Deres debut album, Don't Be a Stranger, blev udgivet i Island i 2009 af Cod Music. Ved Icelandic Music Awards (IMA) i 2010, blev duoen nomineret til tre priser og vandt prisen for Bedste Sang for deres sang "Dreamin'", som senere blev udgivet i Kitsune Compilation 9. Deres musik er blevet brugt til at promovere Island. Flyselskabet Icelandair har brugt "Dreamin'" som deres in-flight musikvalg.

## Diskografi

### Albums
Studio
- 2009: Don't Be a Stranger (2009)

### Singler
- 2009: "You and Me"
- 2010: "I'm Not Thinking of You"
- 2015: "Ó, þú"

## Hæder

### Icelandic Music Awards nomineringer
- IMA 2010 Årets sang - Vandt
- IMA 2010 Årets Album - Nomineret
- IMA 2010 Årets komponist - Nomineret